# Komitet Narodowy Polski w USA
Komitet Narodowy Polski w USA, także Komitet Wygnańców Polskich w Ameryce – organizacja polonijna zrzeszająca byłych uczestników powstania listopadowego.

## Historia
Władze austriackie deportowały do Stanów Zjednoczonych byłych uczestników powstania listopadowego. Polacy ci zrzeszyli się w 1834 roku w organizację nazywaną Komitetem Narodowym Polskim albo Komitetem Wygnańców Polskich w Ameryce z siedzibą w Nowym Jorku. Komitet pomagał w zorganizowaniu zbiorowego osadnictwa, organizując potrzebną pomoc. Członkowie organizacji zabiegali o wzrost świadomości o sprawie polskiej w społeczeństwie amerykańskim. 